# أيدان ريان
أيدان ريان (بالإنجليزية: Aidan Ryan)‏ هو لاعب قذف أيرلندي، ولد في 4 فبراير 1986 في كورك في جمهورية أيرلندا.